# Song Seung-jun
Dans ce nom coréen, le nom de famille, Song, précède le nom personnel.
Song Seung-Jun (né le 29 juillet 1980, Corée du Sud) est un joueur coréen de baseball qui joue avec les Lotte Giants de Pusan dans la ligue sud-coréenne de baseball.
Il a obtenu la médaille d'or de baseball lors des jeux olympiques 2008 à Pékin.